# مناف أبو شقير
مناف عيد أبوشقير لاعب كرة قدم سعودي سابق.
- عدد المباريات : 234
- عدد الأهداف : 30 وكانت موزعة على البطولات التالية :
- الدوري السعودي الممتاز.. [ 15 ]
- دوري أبطال آسيا.. [ 4 ]
- كأس الاميـر فيصــل.. [ 4 ]
- كأس ولــي العهد.. [ 3 ]
- دوري أبطال العـرب.. [ 4 ]

## أولويات من مشوار النجم مناف أبو شقير
- أول مباراة: الاتحاد 4-1 الوحدة الدور الأول - دوري 99 / 2000 م
- أول مباراة في كأس ولي العهد: الاتحاد 4-0 أبها دور الــ 16 - موسم 00 / 2001 م
- أول مباراة في كاس الأمير فيصل: الاتحاد 5-0 الاتفاق الدور الأول - موسم 00 / 2001 م
- أول مباراة عــربيــة: الاتحاد 4-1 القادسية الكويتي البطولة العربية المفتوحة عام 2003 م
- أول مباراة آسيوية: بيروزي الإيراني 0-0 الاتحاد دور الــ8 (مجمع في طهران) - عام 2001 م
- أول هـدف: الاتحاد 5-0 الاتفاق الدور الأول - كاس الأمير فيصل 00 / 2001 م وقد سجل الهدف الرابع للاتحاد

أول لعب وعد يحمل كاس أسيا مرتين 2004 و2005
- أول بطاقة حمراء: الاتحاد 4-2 الوحدة الدور الأول - موسم 03 / 2004 م

## روابط خارجية
- مناف أبو شقير على موقع الاتحاد الدولي (مؤرشف)  (الإنجليزية)
- مناف أبو شقير على موقع قاعدة بيانات كرة القدم.إي يو (الإنجليزية)
- مناف أبو شقير على موقع ناشيونال فوتبول تيمز (الإنجليزية)